# L'Heure d'Or féminine 2006
La 1re édition de L'Heure d'Or féminine a eu lieu le 30 juillet 2006 autour de la ville d'Aarhus, au Danemark. Elle fait partie du calendrier de la Coupe du monde de cyclisme sur route féminine 2006. Ce contre-la-montre par équipes est remporté par la formation Univega.

## Classements

### Classement final
| Rang | Équipes                                                 | Cyclistes                                               | Temps        | Coupe du monde points |
| ---- | ------------------------------------------------------- | ------------------------------------------------------- | ------------ | --------------------- |
| 1    | Univega                                                 | Nicole Cooke (GBR)                                      | 52 min 3 s   | 35                    |
| 1    | Univega                                                 | Priska Doppmann (SUI)                                   | 52 min 3 s   | 35                    |
| 1    | Univega                                                 | Christiane Soeder (AUT)                                 | 52 min 3 s   | 35                    |
| 1    | Univega                                                 | Karin Thürig (NED)                                      | 52 min 3 s   | 35                    |
| 1    | Univega                                                 | Joanne Kiesanowski (NZL)                                | 52 min 3 s   | 35                    |
| 2    | Buitenpoort-Flexpoint                                   | Amber Neben (USA)                                       | + 2 s        | 30                    |
| 2    | Buitenpoort-Flexpoint                                   | Loes Gunnewijk (NED)                                    | + 2 s        | 30                    |
| 2    | Buitenpoort-Flexpoint                                   | Annette Beutler (SUI)                                   | + 2 s        | 30                    |
| 2    | Buitenpoort-Flexpoint                                   | Susanne Ljungskog (SWE)                                 | + 2 s        | 30                    |
| 2    | Buitenpoort-Flexpoint                                   | Linda Villumsen (DEN)                                   | + 2 s        | 30                    |
| 3    | AA Drink                                                | Theresa Senff (GER)                                     | + 1 min 21 s | 25                    |
| 3    | AA Drink                                                | Suzanne de Goede (NED)                                  | + 1 min 21 s | 25                    |
| 3    | AA Drink                                                | Kirsten Wild (NED)                                      | + 1 min 21 s | 25                    |
| 3    | AA Drink                                                | Adrie Visser (NED)                                      | + 1 min 21 s | 25                    |
| 4    | Nürnberger Versicherung                                 | Nürnberger Versicherung                                 | + 1 min 22 s | 20                    |
| 5    | T-Mobile                                                | T-Mobile                                                | + 1 min 35 s | 16                    |
| 6    | Bigla                                                   | Bigla                                                   | + 2 min 2 s  | 15                    |
| 7    | Drapeau de l'Italie Nobili Rubinetterie-Menikini-Cogeas | Drapeau de l'Italie Nobili Rubinetterie-Menikini-Cogeas | + 3 min 40 s | 14                    |
| 8    | Bianchi-Aliverti-Kookai                                 | Bianchi-Aliverti-Kookai                                 | + 4 min 24 s | 13                    |
| 9    | Vlaanderen-Caprisonne-T-Interim                         | Vlaanderen-Caprisonne-T-Interim                         | + 4 min 25 s | 12                    |
| 10   | Vienne Futuroscope                                      | Vienne Futuroscope                                      | + 4 min 43 s | 11                    |